# Ponedera (ort)
Ponedera är en ort i Colombia.   Den ligger i departementet Atlántico, i den norra delen av landet, 700 km norr om huvudstaden Bogotá. Ponedera ligger 13 meter över havet och antalet invånare är 11 221.
Terrängen runt Ponedera är platt, och sluttar österut. Runt Ponedera är det ganska tätbefolkat, med 62 invånare per kvadratkilometer. Närmaste större samhälle är Sabanalarga, 18,6 km väster om Ponedera. Omgivningarna runt Ponedera är en mosaik av jordbruksmark och naturlig växtlighet.